# Reverend Timothy Lovejoy
Reverend Timothy Lovejoy je fiktivní postava z amerického animovaného seriálu Simpsonovi. Poprvé se objevil v dílu Mluvící hlava. Je farářem v protestantském kostele ve Springfieldu. Původně dobrosrdečný a ctižádostivý Lovejoy se kvůli chronické, přehnané svědomitosti Neda Flanderse stal poněkud zahořklým a apatickým vůči ostatním lidem a náboženství. 

## Role vSimpsonových

### Profil
Lovejoy je pastorem západní větve amerického reformního presbyluteránského springfieldského kostela, který pravidelně navštěvuje většina postav seriálu. Navštěvoval Texaskou křesťanskou univerzitu. Do Springfieldu přišel v 70. letech 20. století původně jako nadšený a zapálený mladík, aby se pak stal cynickým a rozčarovaným ze své služby, především kvůli Nedu Flandersovi, který ho neustále obtěžuje drobnými problémy, jako je „touha po vlastní ženě“ nebo myšlenka, že „spolkl párátko“.
Lovejoy se Flandersovými starostmi zabýval velmi krátce, aby se mohl vrátit ke hře se svými modely vláčků. V jednu chvíli se Lovejoy „prostě přestal starat“, ale znovu objevil radost z pomoci druhým, ačkoli ho Ned stále dráždí. Lovejoy dokonce Nedovi navrhuje, aby se přidal k jinému náboženství, protože je přesvědčen, že „všechna jsou docela stejná“. V epizodě 2. řady Homer a desatero aneb Každý krade, jak dovede Lovejoy pomáhá Líze s nelegální kabelovou přípojkou její rodiny.
Jeho kázání se pohybují mezi ponurými recitacemi neprůhlednějších částí Starého zákona a občasným „ohněm a sírou“ o pekle.

### Přijetí jiných náboženství
Lovejoy demonstruje svou akceptaci hinduismu, když provede hinduistický svatební obřad pro majitele obchodu Kwik-E-Mart Apua (ačkoli Lovejoy o této víře mnoho neví a v jedné z dřívějších epizod o ní mluví jako o něčem „různém“), spoluvede náboženský rozhlasový pořad s rabínem Krustofským, otcem Šáši Krustyho, a připouští, že evoluce může být pravdivá. Nesnáší však buddhismus; když k němu konvertovala Líza Simpsonová, označil ji za „ďáblovu dceru Marge Simpsonové“. Objevuje se také rozhořčení nad vysokým episkopálním kostelem naproti přes ulici a chce postavit větší věž. Udržuje si dva rolodexy – jeden pro křesťany a druhý pro nekřesťany. Ačkoli se zdá, že původně uznával evoluci, později ve své církvi obhajuje kreacionismus, aby posílil její členskou základnu.
Nepřijímá ani římský katolicismus, jak je ukázáno při rvačce s knězem. Říká Marge, že by mohl rovnou zatančit voodoo tanec pro Abea Simpsona, když ho požádá, aby mu dal poslední pomazání. Pomáhá také unést Barta, aby mu zabránil konvertovat ke katolicismu. Lovejoy také v díle Svatby podle Homera tvrdí různým párům stejného pohlaví, které se přijdou do jeho kostela vzít, že „ačkoli nemám žádný názor pro ani proti vašemu hříšnému životnímu stylu, nemohu oddat dva lidi stejného pohlaví víc, než bych mohl dát hamburger na housku s párkem v rohlíku“, a říká jim, aby se „vrátili do zákulisí každé fasády zábavy“. Když Marge něco namítne, Lovejoy jí řekne, že Bible zakazuje vztahy mezi osobami stejného pohlaví, ale když se Marge zeptá, která kniha v Bibli to zakazuje, pouze prohlásí: „Bible.“, a pak neustále zvoní na kostelní zvon poté, co na něj Marge v této věci stále naléhá.

### Negativní vlastnosti
Lovejoy je schopen dělat věci, které by byly považovány za hříšné. Lovejoy je známý tím, že zneužíval své shromáždění pro peníze, rval se s římskokatolickým knězem, pobízel svého domácího mazlíčka, staroanglického ovčáka, aby zaneřádil trávník Neda Flanderse, a naznačoval, že kdysi zapálil svůj kostel kvůli penězům z pojištění. V dílu Hadobijecký den si vymyslel pasáž z Bible, aby se pokusil přesvědčit Lízu, že „dokonce i sám Bůh schvaluje Hadobijecký den“. V epizodě Radost ze sekty, v níž je celé město Springfield oklamáno, aby se přidalo k sektě, Lovejoy unese Homera se školníkem Williem ze sekty a mnohokrát ho udeří do hlavy v naději, že ho omráčí. Také když Lovejoy vidí, jak se ze „zakázané stodoly“ vynoří vesmírná loď, hodí na zem svůj náboženský obojek. Poté, co se ukáže, že vesmírná loď je falešná, Ned Flanders si všimne jeho obojku na zemi a informuje Lovejoye, který ho zvedne a nasadí si ho zpět. 
Lovejoy není vždy nadšený z Bible, nazývá ji „2000stránkovou pilulkou na spaní“. Někdy zastává k Bibli podivné postoje a dopouští se teologických omylů. V epizodě Tajemství úspěšného manželství, která se zabývala manželským poradenstvím, Lovejoy i jeho manželka, drbna Helena, doporučují Marge, aby se s Homerem rozvedla. Marge proti tomu namítá a poukazuje na to, že Bible obsahuje přísné pokyny proti takovým věcem, jako je rozvod, ale Lovejoy, drže Bibli, tvrdí: „Marge, všechno je hřích. Sedla sis někdy a přečetla si tuhle věc? Technicky vzato nesmíme chodit na záchod.“. 

### Rodina
Lovejoyova manželka Helena byla původně ztvárněna jako moralistická, odsuzující drbna, ale při dlouhé nepřítomnosti hlasové herečky Maggie Roswellové byla její postava vidět, ale ne slyšet. Manipulativní dcera Lovejoyových Jessica byla hlavním tématem epizody Bartovo děvče, kde ji namluvila hostující hvězda Meryl Streepová, ale jinak je vidět jen zřídka. Lovejoyův otec se krátce objevuje v epizodě Bart po setmění jako starší verze Lovejoye (včetně úřednického límce), který navštěvuje Maison Derrière. 

## Vytvoření a přijetí
Matt Groening uvedl, že Lovejoy je pojmenován podle ulice Lovejoy Street (která je zase pojmenována po spoluzakladateli Portlandu Asovi Lovejoyovi) v Portlandu ve státě Oregon, městě, kde Groening vyrůstal. Při vytváření postavy producent Sam Simon nechtěl, aby Lovejoy byl „kreslený pokrytecký kazatel“, ale spíše „realistický člověk, který prostě náhodou pracoval jako farář“, jak vzpomíná scenárista Al Jean. V 8. řadě se seriál začal zabývat vedlejšími postavami, přičemž Lovejoy byl ústřední postavou v epizodě V tebe věříme, ó Marge, protože kromě toho, že byl zaznamenán jako „kněz, který se nestaral“, neměl příliš velký charakterový vývoj. Mark I. Pinsky o Lovejoyovi píše, že je v seriálu „fólií, která zosobňuje mnoho nedostatků organizovaného náboženství a křesťanského konzervatismu“, a přesto je to stále skutečný člověk s chybami, a ne jen zlý.
V původním znění namlouvá reverenda Lovejoye Harry Shearer, v českém znění byli jeho dabéry Roman Mihina a Zdeněk Dolanský a od 21. řady jej dabuje Bohdan Tůma. 